# Nasser Al-Shami
Nasser Al-Shami (in arabo ناصر الشامي‎?; 27 giugno 1982) è un pugile siriano.

## Palmarès

### Olimpiadi
- 1 medaglia:
  - 1 bronzo (Atene 2004 nei pesi massimi)

### Giochi asiatici
- 2 medaglie:
  - 2 bronzi (Busan 2002 nei pesi massimi; Doha 2006 nei pesi massimi)

### Campionati asiatici
- 1 medaglia:
  - 1 oro (Puerto Princesa 2004 nei pesi massimi)